# Miejska Górka Nowe Miasto
Miejska Górka Nowe Miasto – dawne miasto w obrębie współczesnego miasta Miejska Górka, uzyskała lokację miejską przed 1600 rokiem, zdegradowana przed 1700 rokiem.